# Виртс, Эдуард
Эдуард Виртс (нем. Eduard Wirths; 4 сентября 1909, Герольдсхаузен, близ Вюрцбурга, Германская империя — 20 сентября 1945, Штаумюле, Британская зона оккупации Германии) — главный врач концлагеря Освенцим, штурмбаннфюрер СС.

## Биография
Эдуард Виртс родился 4 сентября 1909 года в семье предпринимателя. В 1930 году он начал изучать медицину в Вюрцбургском университете, который закончил в 1935 году. В 1936 году защитил диссертацию на тему «Современное состояние псевдоартрозов» и получил докторскую степень. В том же году женился на своей сокурснице, у пары родилось четверо детей. В мае 1933 года вступил в НСДАП (билет № 3139549) и Штурмовые отряды (СА). В начале октября 1934 года Виртс покинул ряды штурмовиков и был зачислен в ряды СС (№ 311594). Занимаясь медицинской практикой, он с 1936 года служил в Земельном управлении по расовым вопросам в Тюрингии. С декабря 1936 по март 1937 года работал в службе здравоохранения в Зоннеберге, а до сентября 1938 года — ассистентом в женской университетской клинике в Йене. Потом занимался врачебной практикой в Мерхингене неподалёку от Вюрцбурга. В 1940 году работал в имперской врачебной палате.
С начала мая 1940 года принадлежал к запасной санитарной роте Войск СС. С конца июля 1940 по начало февраля 1941 года служил в санитарной инспекции войск СС, а потом был переведён в 6-ю горную дивизию СС «Норд». Весной 1942 года Виртс, награждённый Железным крестом 2-го класса, был признан непригодным для дальнейшей воинской службы из-за проблем с сердцем. В апреле 1942 года началась его карьера врача в концлагерях. Сначала работал врачом в концлагере Дахау, а в июле 1942 года — главным врачом в концлагере Нойенгамме.
1 сентября 1942 года занял должность главного врача концлагеря Освенцим. Ему подчинялись все лагерные врачи, включая доктора Йозефа Менгеле. Виртс организовывал в Освенциме убийство старых, больных и слабых заключённых в рамках операции 14f13. Лично участвовал в «распределении» новоприбывших узников. Кроме того, он был ответственным за отбор заключённых для проведения медицинских опытов. Участвовал в гинекологических исследованиях еврейских женщин в 10-м блоке с целью выявления рака. Он поручал проведение этих опытов врачам-заключённым Аделаиде Хаутваль и Максимилиану Сэмюэлу. Для тестирования новой вакцины проводил эксперименты с четырьмя заключёнными, искусственно заражая их тифом, в результате чего двое из них скончались.
С другой стороны, Виртс много раз использовал своё апелляционное право в ходе судебного разбирательства, учинённого лагерным гестапо, тем самым спасая заключённых. Помимо этого, улучшал катастрофические условия содержания в лагере для сдерживания эпидемий сыпного и брюшного тифа, запретил санитарной службе СС проводить сердечные инъекции фенола нетрудоспособным узникам без вышестоящего решения начальства.
По словам бывшего узника Германа Лангбайна, он «неохотно участвовал в аппарате уничтожения концлагеря» и использовал надёжных заключённых в качестве врачей в больнице, а также старался пресекать жестокое обращение с ними.
Лангбайн, который знал Виртса ещё во время его службы в концлагере Дахау, был его секретарем в течение двух лет. Кроме того, он был одним из руководителей лагерного Сопротивления, но относился к врачу с доверием и рассказывал о нём другим членам сопротивления. Лангбайн сообщил Виртсу, что ему и его семье союзники заочно вынесли смертный приговор. Таким образом, группа заключённых оказала влияние на главного врача в лагере.
1 сентября 1944 года был повышен до штурмбаннфюрера СС и получил крест «За военные заслуги» 2-го класса с мечами. После эвакуации Освенцима в январе 1945 года был переведён в концлагерь Дора-Миттельбау, где служил с января по февраль 1945 года, а оттуда — в концлагеря Нойенгамме и Берген-Бельзен.

### После войны
По окончании войны вместе со своим братом Гельмутом скрывался в Гамбурге. В июле 1945 года был арестован британцами и доставлен в лагерь для интернированных Нойенгамме. Впоследствии он был переведён из Нойенгамме в лагерь Штаумюле. Перед допросом полковник Дрэйпер, офицер британской армии, поприветствовал его рукопожатием и сказал: «Теперь я пожал руку главному врачу Освенцима, виновному в гибели 4 млн человек. Завтра я расспрошу Вас об этом. Этой ночью подумайте об ответственности, посмотрите на свои руки».
Следующей ночью Виртс совершил неудачную попытку самоубийства, пытаясь повеситься у себя в камере. Однако это не осталось незамеченным, и он остался в живых. 20 сентября 1945 года умер от ран, полученных в результате попытки суицида.